# Leicester Tigers
Leicester Football Club (smeknamn Leicester Tigers) är ett engelskt rugby union lag grundat år 1880 i Leicester, England. Laget spelar i the Guinness Premiership, den högsta serien i det engelska rugby union systemet. Leicester Tigers spelar sina hemmamatcher på Welford Road som ligger i centrala Leicester. 
Leicester Tigers är statistiskt sätt den framgångsrikaste engelska rugby union klubben då de har varit engelska mästare nio gånger och två gånger har klubben varit europeiska mästare (Heineken Cup). Leicester är de regerande mästarna i England, då man vann ligan säsongen 2009/2010.

## Spelartrupp
Uppdaterad: 5 september 2010.
|  | Namn                  | Land        | Position | Noteringar               |
|  | George Chuter         | England     | Hooker   |                          |
|  | Joe Duffey            | Nya Zeeland | Hooker   |                          |
|  | Rob Hawkins           | England     | Hooker   |                          |
|  | Jimmy Stevens         | England     | Hooker   |                          |
|  | Marcos Ayerza         | Argentina   | Prop     |                          |
|  | Ryan Bower            | England     | Prop     |                          |
|  | Peter Bucknall        | England     | Prop     |                          |
|  | Martin Castrogiovanni | Italien     | Prop     |                          |
|  | Dan Cole              | England     | Prop     |                          |
|  | Jonny Harris          | England     | Prop     |                          |
|  | Boris Stankovich      | England     | Prop     |                          |
|  | Julian White          | England     | Prop     |                          |
|  | Richard Blaze         | England     | Lock     |                          |
|  | Louis Decon           | England     | Lock     |                          |
|  | Callum Green          | England     | Lock     |                          |
|  | Ben Gulliver          | England     | Lock     | Lån från Cornish Pirates |
|  | Steve Mafi            | Tonga       | Lock     |                          |
|  | Geoff Parling         | England     | Lock     |                          |
|  | George Skivlington    | England     | Lock     |                          |
|  | Tom Croft             | England     | Flanker  |                          |
|  | Matt Everard          | England     | Flanker  |                          |
|  | Craig Newby           | Nya Zeeland | Flanker  |                          |
|  | Ben Pienaar           | England     | Flanker  |                          |
|  | Ben Woods             | England     | Flanker  |                          |

| Nr | Namn                     | Land        | Position   | Noteringar |
|    | Jordan Crane             | England     | Number 8   |            |
|    | Thomas Waldrom           | Nya Zeeland | Number 8   |            |
|    | James Grindal            | England     | Scrum-half |            |
|    | Sam Harrison             | England     | Scrum-half |            |
|    | Ben Youngs               | England     | Scrum-half |            |
|    | Toby Flood               | England     | Fly-half   |            |
|    | Jeremy Staunton          | Irland      | Fly-half   |            |
|    | Anthony Allen            | England     | Centre     |            |
|    | Dan Hipkiss              | England     | Centre     |            |
|    | Matt Smith               | England     | Centre     |            |
|    | Manu Tuilagi             | England     | Centre     |            |
|    | Billy Twelvetrees        | England     | Centre     |            |
|    | Hoarcio Agulla           | Argentina   | Wing       |            |
|    | Lucas González Amorosino | Argentina   | Wing       |            |
|    | Will Hurrell             | England     | Wing       |            |
|    | Lee Robinson             | England     | Wing       |            |
|    | Alesana Tuilagi          | Samoa       | Wing       |            |
|    | Scott Hamilton           | Nya Zeeland | Fullback   |            |
|    | Geordan Murphy           | England     | Fullback   | Kapten     |

Se länk för förklaring om de olika positionerna här

## Rivaler
Leicesters rivaler är London Wasps, Northampton Saints och Bath. Rivaliteten mellan klubben och Northampton Saints är större då båda lagen är ifrån området East Midlands i mellersta England, matcherna kallas för East Midlands Derby.